# Rio Bistrița (Iza)
O Rio Bistriţa é um rio da Romênia afluente do Rio Iza, localizado no distrito de Maramureş.